# Holoarctia fridolini
Holoarctia fridolini là một loài bướm đêm thuộc phân họ Arctiinae, họ Erebidae.